# José Fortunato Álvarez Valdez
José Fortunato Álvarez Valdez (Mexicali, Baja California; 8 de noviembre de 1967-ib.; 7 de noviembre de 2018) fue un religioso católico mexicano que ejerció como obispo de Gómez Palacio en el estado de Durango desde el 30 de diciembre de 2015 hasta su fallecimiento en el cargo el 7 de noviembre de 2018.

## Biografía
Nació en la ciudad de Mexicali, Baja California, donde realizó todos sus estudios básicos: primaria en el Instituto Félix de Jesús Rougier; la secundaria en el Instituto Valle de Mexicali, Extensión Seminario Menor. La preparatoria en el Instituto Salvatierra de la misma ciudad. Fue abogado egresado de la Universidad Iberoamericana Tijuana.
En 1993 ingresa al Seminario Mayor, haciendo sus estudios de Filosofía en la Universidad Pontificia de México. De 1994 a 1998 hace los estudios de Teología en el Seminario Mayor de Mexicali.
El 18 de diciembre de 1997 fue ordenado diácono y el 31 de mayo de 1998 recibió la orden presbiterial de manos del obispo de Mexicali, José Isidro Guerrero Macías. 
De ese año al de 2003 ocupó el cargo de secretario canciller de la diócesis de Mexicali, y posteriormente ocupó entre otros los cargos de encargado de Pastoral Vocacional, capellán del Asilo de Ancianos “Villa San Francisco” y vicario en la catedral de Ntra. Señora de Guadalupe. De 2003 a 2005 fue párroco de Nuestra Señora de la Medalla Milagrosa y de 2005 a 2008 realizó estudios en Roma, donde obtuvo el grado de licenciado en Teología y Ciencias Patrísticas en el Instituto Patrístico Agustinianum.
Al retornar a su diócesis en 2008 fue pro-vicario general de la misma hasta 2012, año en que retornó al cargo de secretario canciller, en el que permaneció hasta el 30 de diciembre de 2015, cuando el papa Francisco lo nombró como segundo obispo de la diócesis de Gómez Palacio.

### Episcopado
Recibió la ordenación episcopal el 16 de marzo de 2016 siendo su consagrante principal Christophe Pierre, arzobispo titular de Gunela y nuncio apostólico en México, y como co-consagrantes José Antonio Fernández Hurtado, arzobispo de Durango, y José Isidro Guerrero Macías, obispo de Mexicali.
Tras una grave enfermedad gástrica, murió en Mexicali, Baja California, el 7 de noviembre de 2018.